# Surveyor 2
La Surveyor 2 anava a ser el segon mòdul d'allunatge al Programa Surveyor no tripulat per explorar la Lluna. Va ser llançat el 20 de setembre de 1966 des de Cap Canaveral, Florida a bord d'un Atlas-Centaur. Una falla en la correcció a mig camí va provocar que la nau espacial perdés el control. El contacte es va perdre amb la nau espacial a les 9.35 UTC del 22 de setembre en estavellar-se a la Lluna. Es creu que l'objecte 2020 SO podia ser el coet auxiliar Centaur del Surveyor 2.